# Isaac Humala Núñez
Pour les articles homonymes, voir Núñez.
Isaac Humala Núñez, né le 5 mai 1931 à Oyolo, est un avocat et un homme politique péruvien. Il est directeur de l'Institut d'études ethnogéopolitiques et président fondateur du Mouvement nationaliste péruvien.

## Biographie
Il est l'inventeur de l'« ethno-nacionalisme » ou « ethnocacérisme », mélange de nationalisme et de socialisme et utilise pour symbole « El sembrador » du peintre indigéniste José Sabogal.
Marxiste-léniniste de formation, il lutte pour la suprématie de la race « cobriza » (cuivrée), la destruction du Chili et la récupération des territoires perdus pour reformer l'Empire inca.
Il est le père d'Ollanta Humala, chef du Parti nationaliste péruvien de 2005 à 2013 et président du Pérou de 2011 à 2016.